# Landhuis Ronde Klip
Landhuis Ronde Klip is een voormalig plantagehuis in Curaçao.

## De plantage
Plantage Ronde Klip was een van de grootste plantages van Curaçao. Hij werd al in 1725 vermeld in de archieven. In 1820 werd er katoen verbouwd en vee gehouden, in de periode 1870-1900 werd er aloë verbouwd. In de jaren '50 raakte hij buiten gebruik. De naam duidt op de ronde heuvel midden in de plantage. Op het terrein zijn nog een regenbak, toiletgebouw, magasina en veekralen aanwezig.

## Het landhuis

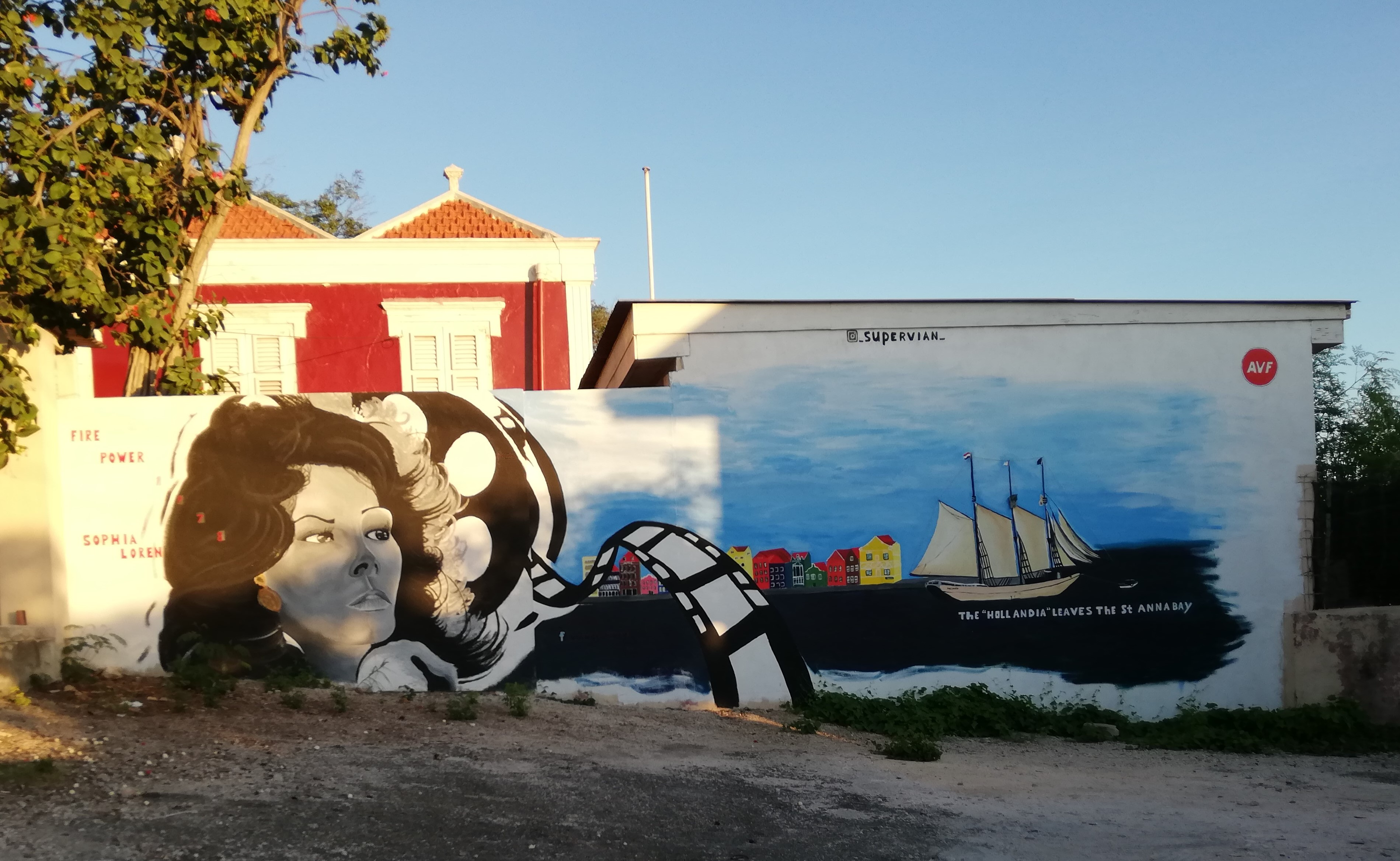
Muurschildering Firepower door Viangelo Lomp, Otrobanda

Het oudste gedeelte van Landhuis Ronde Klip stamt uit het begin van de negentiende eeuw. Het is gebouwd in neoklassieke stijl, met een schilddak en op de verdieping een groot fronton op zes zuilen. In 1943 kocht het gouvernement het landhuis en in 1954 werd het Eilandgebied van de Nederlandse Antillen de eigenaar. Dit gaf het in bruikleen aan de Antilliaanse padvindersvereniging. In 1978 werd de film Firepower er opgenomen, met Sophia Loren, O.J. Simpson, James Coburn en Eli Wallach. In 1994 kwam het landhuis in handen van Stichting Monumentenzorg Curaçao, die het liet  restaureren en uitbreiden door architect Anko van der Woude. Alleen de dragende muren zijn behouden zijn, de rest is nieuwbouw. Het project heeft een prijs gewonnen op een architectenbiënnale. Het landhuis is in particulier bezit en niet vrij toegankelijk.